# Ртуть в рыбе

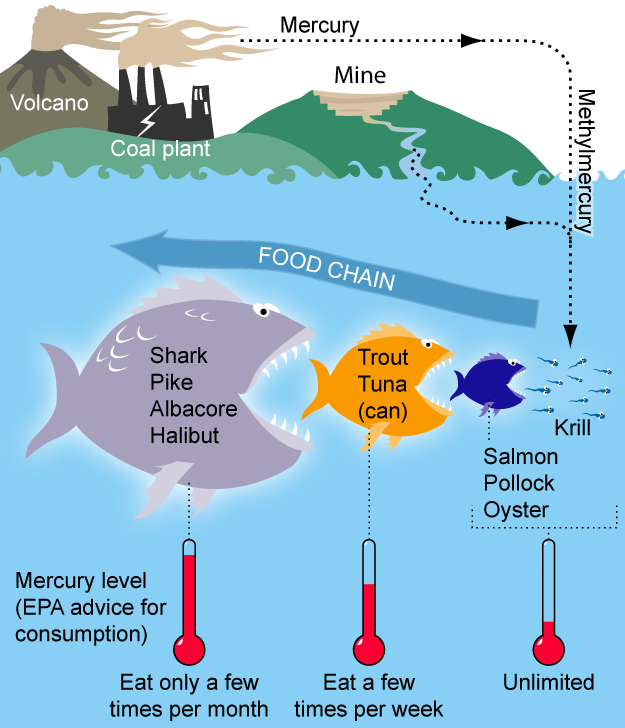
Из находящихся поблизости источников антропогенного загрязнения, производящих сжигание угля или добычу железной руды, метилртуть, которая хорошо накапливается в организме рыб, может попадать в водоёмы. Благодаря процессу биомагнификации уровень ртути в каждом последующем звене пищевой цепочки увеличивается.
Таким образом, мелкие рыбы концентрируют в себе ртуть и метилртуть. Мелких рыб съедают более крупные рыбы; при этом уровень опасности повышается и крупную рыбу можно есть крайне редко

Рыба и моллюски накапливают ртуть, чаще всего в виде солей метилртути — высокотоксичного органического соединения. Исследования показали, что рыбные продукты содержат различные количества тяжёлых металлов — в частности ртуть, а также жирорастворимые загрязняющие агенты, присутствующие в воде. Наибольшее содержание ртути наблюдается у долгоживущих хищных видов рыб, находящихся на вершине пищевой цепочки, таких как марлин, тунец, акула, рыба-меч, королевская макрель, кафельник, обитающий в Мексиканском заливе, а также щука, окунь, сом, скумбрия. При этом допустимая концентрация ртути в организме нехищных рыб составляет — 0,3 мг на килограмм сырой массы, а для хищных — 0,6 мг/кг.
Особую опасность содержание ртути в рыбе может представлять для здоровья кормящих женщин, беременных и планирующих ребёнка, а также детей в раннем возрасте. Таким людям предписывается употреблять сельдь, считающуюся самой безопасной рыбой относительно содержания ртути, в то время как пресноводную рыбу женщинам во время беременности рекомендуется исключить из рациона.

## Биомагнификация
Рыба является основным пищевым источником ртути для человека и животных. В морской воде ртуть и метилртуть присутствуют в очень небольших концентрациях. Тем не менее, они, обычно в виде метилртути, поглощаются водорослями, которые находятся в начале пищевой цепочки. Затем их поедают рыбы и другие организмы, стоящие выше в пищевой цепи. Метилртуть хорошо аккумулируется в рыбе, но при этом медленно выводится из-за нерастворимости в воде. Таким образом это соединение преимущественно накапливается во внутренних органах, но также и в мышечной ткани. Это приводит к биоаккумуляции ртути — накоплению в жировой ткани на последовательных трофических уровнях: зоопланктон, мелкий нектон, более крупная рыба и т. д. Чем дольше живёт рыба, тем больше ртути она может накопить. Все те, кто питается этой рыбой, находясь ещё выше в пищевой цепи, потребляют повышенное количество ртути. Это объясняет, почему хищные рыбы, такие как рыба-меч и акула, или птицы — скопа и орёл — имеют концентрацию ртути в тканях выше, чем она могла бы быть лишь при непосредственном воздействии вещества на организм. Вид пищевой цепи может иметь в своём теле концентрацию ртути в десять раз большую, чем виды, которые он потребляет. Этот процесс называется биомагнификацией. Например, содержание ртути в сельди составляет примерно 0,1 миллионной доли, тогда как в белой акуле — более одной миллионной доли.

## Уровень загрязнения
Учёные американского правительства проверили рыбу на уровень загрязнения ртутью в 291 реке страны. Металл был обнаружен в каждой протестированной рыбе, даже в той, что выловили в изолированных сельских каналах. 25 процентов рыбы, прошедшей проверку, содержали ртуть в концентрации, превышающей безопасные уровни, установленные Агентством по охране окружающей среды США (АООС США) для людей, регулярно употребляющих рыбу в пищу.
Таблица, содержащая список рыб и моллюсков, и концентрация ртути.